# 丁流芳
丁流芳（16世紀—17世紀），號鴻揚，山西平陽府翼城縣涧峡村人，明朝政治人物。

## 生平
萬曆四十年（1612年）中壬子科舉人，四十四年（1616年）成丙辰科進士。通政司觀政，四十五年授陕西咸寧縣知縣，理繁判狱，院司數稱其才。四十六年本省同考，秩满，天啓元年（1621年）考察降用，以不附魏忠贤，六年起順天府判官，分管三大殿工程。事竣，总理官员以能聞，賜服扁。擢升户部山東司主事，视倉通州。清兵入寇，有警，圍城甚急，諸官相顧愕然。流芳率衆登陴，設法守御，城赖以全，通民立造命碑紀其功。方戒嚴時，漕船洎城下者焚毁殆盡，督事責運官補偿，流芳题奏獲免。崇祯元年升户部署郎中，四年調雲南司郎中，五年正月出爲四川右參議，調陕西布政司右參議，分巡關内，肅軍政，捕流寇，吏民安堵，秦人立祠祀焉。升按察副使，分巡寧夏，以母老請終養。服闋，草平寇方略北上。流寇奄至，偽官诱之降，流芳曰：「我封疆大臣，恨不能爲國殺賊，忍從賊耶！」賊怒，慘加非刑，流芳不屈而死。弥月，生子尔贞，能讀父書，游邑庠。孫丁書升，中康熙庚辰科進士。

## 家族
曾祖丁奭，祖父丁璘。父丁應科。

## 引用
1. ↑  《萬曆四十四年丙辰科進士履歷》：丁流芳，鴻揚，易五房，壬辰九月初五日生。翼城县人，壬子二十四，会二百七十五，三甲八十八名。通政司政，丁巳授咸宁知县，戊午本省同考，辛酉降用，丙寅起順天府判，升户部山東司主事，本年升本司员外，戊辰升郎中，辛未補雲南司郎中，壬申升四川右参议，調陕西右参议，甲戌考察。
2. ↑  崇禎五年正月，以陕西副使林铭鼎为湖广参政，户部郎中丁流芳为四川佥事。
3. ↑  《翼城县志》：丁流芳，丙辰進士，初授陝西咸寧縣知縣，理繁判獄，院司數稱其才。秩滿，當得臺垣，以不附魏忠賢，判京畿軍匠，分管三殿工。事竣，總理以能聞，賜服扁。擢升戶部，視倉通州。清兵入寇，有警，圍城甚急，諸官相顧愕然。流芳率衆登陴，設法守御，城賴以全，通民立造命碑紀其功。方戒嚴時，漕船洎城下者焚毀殆盡，督事責運官補償，芳題獲免。以戶部郎中出爲四川僉事，擢陝西布政司右參議，分巡關內，肅軍政，捕流寇，吏民安堵，秦人立祠祀焉。升按察副使，分巡寧夏，以母老請終養。服闋，草平寇方略北上。流寇奄至，偽官誘之降，流芳曰：「我封疆大臣，恨不能爲國殺賊，忍從賊耶！」賊怒，慘加非刑，流芳不屈而死。彌月，生子爾貞，能讀父書，游邑庠。孫丁書升，中康熙庚辰科進士。

| 官衔          | 官衔                         | 官衔          |
| ------------- | ---------------------------- | ------------- |
| 前任： 吕梦熊 | 明朝咸宁县知县 1616年—1619年 | 繼任： 王文清 |